# Gulukmanjung
Gulukmanjung is een bestuurslaag in het regentschap Sumenep van de provincie Oost-Java, Indonesië. Gulukmanjung telt 1814 inwoners (volkstelling 2010).